# 曲端
曲端（1090年—1131年），字正甫，一字师尹，镇戎（今宁夏固原）人。南宋初年名將。

## 简介
父曲渙，任左班殿直（階官，三班使臣，小使臣，正九品），戰死。端三歲，授三班借職（階官，三班使臣，小使臣，從九品）。警敏知書，善屬文，長於兵略，曆秦鳳路第某隊將、涇原路通安砦兵馬臨押，權涇原路第三將正將。靖康元年（1126年）八月，西夏軍寇涇原路，統制官李庠聚兵柏林堡拒之，夏兵分兵迭進，庠兵潰，端率軍力戰，夏軍乃退。九月，夏軍再入寇，西安州、懷德軍相繼陷落，鎮戎軍當敵要衛，無守將，涇原路安撫经略使、樞密院直學士席貢以端為知鎮戎軍事兼經略安撫使司统制官。建炎初，屯兵于泾州。
建炎二年（1128年）六月，集英殿修撰、知延安府事王庶為龍圖閣待制（職，從四品）、節制陝西六路軍馬。東京留守宗澤承制以端權河東路經制使，宋廷授端為右武大夫（階官，正六品）、吉州團練使（遙郡團練使）、充節制使司都統制，端雅不欲屬庶。九月，金人攻陝西，庶召端會雍、耀間，端辭以未受命。庶以鄜延兵先至龍坊，端又稱已奏乞回避，席貢別遣統制官龐世才將步騎萬人來會。庶無如之何，則檄貢勒端還舊任，遣陝西節制司將官賀師範趨耀，別將王宗尹趨白水，且令原、慶出師為援，二帥各遣偏將劉仕忠、寇鯶來與師範會。庶欲往耀督戰，已行，會龐世才兵至邠，端中悔，以狀白庶，言已赴軍前，庶乃止。師範輕敵不戒，卒遇敵于八公原，戰死，二將各引去，端遂得涇原兵柄。
十一月，金諜知端、庶不協，並兵攻鄜延。時端盡統涇原精兵，駐淳化。庶日移文趣其進，又遣使臣、進士十數輩往說端，端不聽。庶知事急，又遣屬官魚濤督師，端陽許而實無行意。權轉運判官張彬為端隨軍應副，問以師期。端笑謂彬曰：「公視端所部，孰與李綱救太原兵乎？」彬曰：「不及也。」端曰：「綱召天下兵，不度而往，以取敗。今端兵不滿萬，不幸而敗，則金騎長驅，無陝西矣。端計全陝西與鄜延一路孰輕重，是以未敢即行，不如蕩賊巢穴，攻其必救。」乃遣吳玠攻華州，拔之。端自分蒲城而不攻，引兵趨耀之同官，複迂路由邠之三水與玠會襄樂。
金軍攻延安急，庶收散亡往援。溫州觀察使、知鳳翔府王𤫉將所部發興元，比庶至甘泉，而延安已陷。庶無所歸，以軍付𤫉，自將百騎與官屬馳赴襄樂勞軍。庶猶以節制望端，欲倚以自副，端彌不平。端號令素嚴，入壁者，雖貴不敢馳。庶至，端令每門減其從騎之半，及帳下，僅數騎而已。端猶虛中軍以居庶，庶坐帳中，端先以戎服趨於庭，即而與張彬及走馬承受公事高中立同見帳中。良久，端聲色俱厲，問庶延安失守狀，曰：「節制固知愛身，不知愛天子城乎？」庶曰：「吾數令不從，誰其愛身者？」端怒曰：「在耀州屢陳軍事，不一見聽，何也？」因起歸帳。庶留端軍，終夕不自安。
端欲即軍中殺庶，奪其兵。夜走寧州，見陝西撫諭使謝亮，說之曰：「延安五路襟喉，今已失之，《春秋》大夫出疆得以專之，請誅庶歸報。」亮曰：「使事有指，今以人臣擅誅於外是跋扈也，公為則自為。」端意阻，復歸軍。明日，庶見端，為言已自劾待罪。端拘縻其官屬，奪其節制使印，庶乃得去。王𤫉將兩軍在慶陽，端召之，𤫉不應。會有告𤫉過邠軍士劫掠者，端怒，命統制官張中孚率兵召𤫉，謂中孚曰：「𤫉不聽，則斬以來。」中孚至慶陽，𤫉已去，遽遣兵要之，不及而止。初，叛賊史斌圍興元不克，引兵還關中。義兵統領張宗諤誘斌如長安而散其眾，欲徐圖之。端遣吳玠襲斌擒之，端自襲宗諤殺之。
三年（1129年）二月，为泾州防御使、鄜延路經略安撫使、知延安府。王燮、謝亮歸朝，朝廷聞端欲斬王庶，疑其有反心。七月，以御營使司提舉一行事務召端，以地遠不赴。權陝西轉運司判官張彬勸端，端不聽。議者以端反，張浚入見，以家百口明端不反。八月，知枢密院事、川陕宣抚处置使张浚拜端為威武大將軍、宣州觀察使（階官，正任觀察使，正五品）、宣撫處置使司都統制、知渭州。端登壇受禮，軍士歡聲如雷。后因布阵问题，与张浚争执。张浚贬其为海州團練副使（階官，從八品）、萬州安置。富平之战，宋军失利，浚欲慰人望，下令以富平之役，涇原軍馬出力最多，既卻退之後，先自聚集，皆緣前帥曲端訓練有方。敘端左武大夫（武階，第十三階，正六品），興州居住，紹興元年（1131年）正月，敘正任榮州刺史（階官，正任刺史，從五品），提舉江州太平觀，徙閬州。张浚欲復用曲端，吳玠與曲端有隙，言曲端再起，必不利於張公，張浚遂接受吴玠密谋，以谋反的罪名将曲端交由武將、夔州路提點刑獄公事康随审问。四月，因酷刑死于恭州，年仅41岁。陝西士大夫莫不惜之，軍民亦皆悵悵，有叛去者。張浚尋得罪，四年（1134年）七月，追復端宣州觀察使，諡壯湣。